# Stručni članak
Stručni članak (eng. professional paper), oblik stručnog rada, ne i znanstvenog rada. Jedan od oblika kategorizacije članaka u znanstvenim i stručnim publikacijama. Ne sadrži izvorne poglede i rezultate znanstvenog istraživanja. Obrađuje već poznate činjenice. Težište članka je širiti i popularizirati znanje. Može obrađivati tematiku zanimljivu uglavnom onima koji se bave određenim područjem odnosno strukom.